# La botiga dels horrors (pel·lícula de 1960)
|  | Aquest article tracta sobre el film original de 1960. Vegeu-ne altres significats a «La botiga dels horrors». |

La botiga dels horrors (títol original en anglès: The Little Shop of Horrors) és una pel·lícula estatunidenca dirigida per Roger Corman, estrenada el 1960. Ha estat doblada al català.

## Argument[2]
El jove Seymour, empleat d'un desgraciat florista, és propietari d'una misteriosa planta que ha batejat Audrey Junior per amor a Audrey, la seva bella col·lega de treball. Però la planta s'alimenta de sang humana, parla per reclamar els seus aliments i creix de manera inquietant: es converteix de seguida una atracció turística. Aviat, Seymour està obligat a proveir-li nombroses víctimes i és empaitat per la policia...

## Repartiment
- Jonathan Haze: Seymour Krelboyne
- Jackie Joseph: Audrey Fulquard
- Mel Welles: Gravis Mushnik
- Dick Miller: Burson Fouch
- Myrtle Vail: Winifred Krelboyne
- Tammy Windsor: Adolescent
- Toby Michaels: Adolescent
- Leola Wendorff: Siddie Shiva

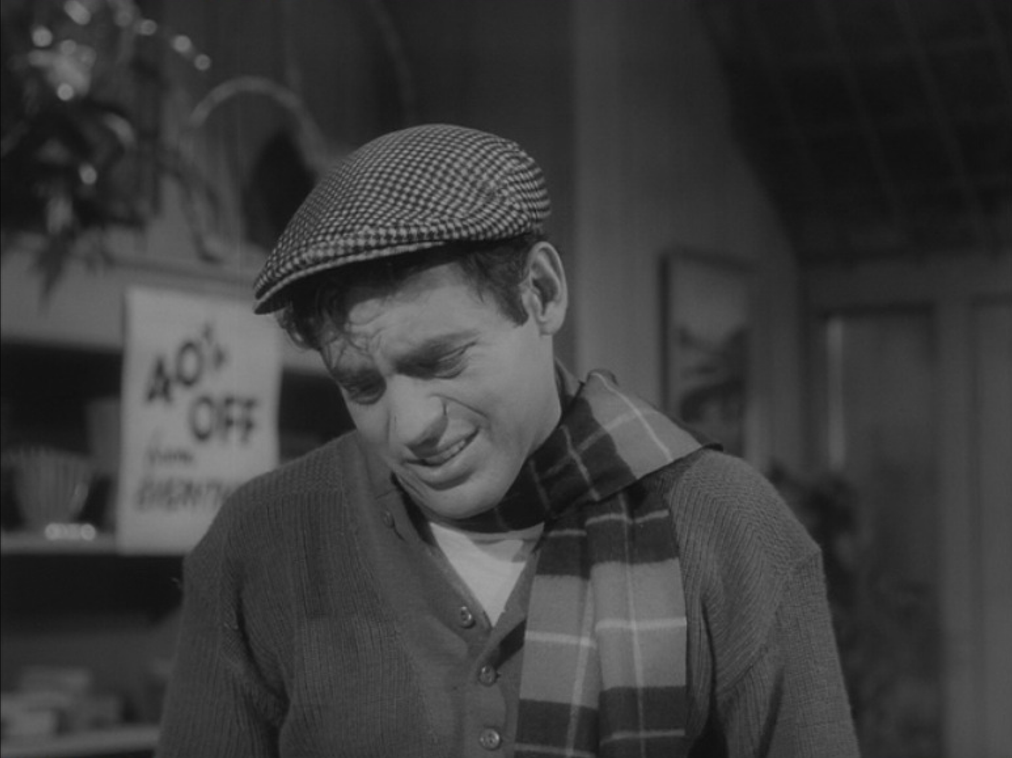
Jonathan Haze
(Seymour Krelboyne)

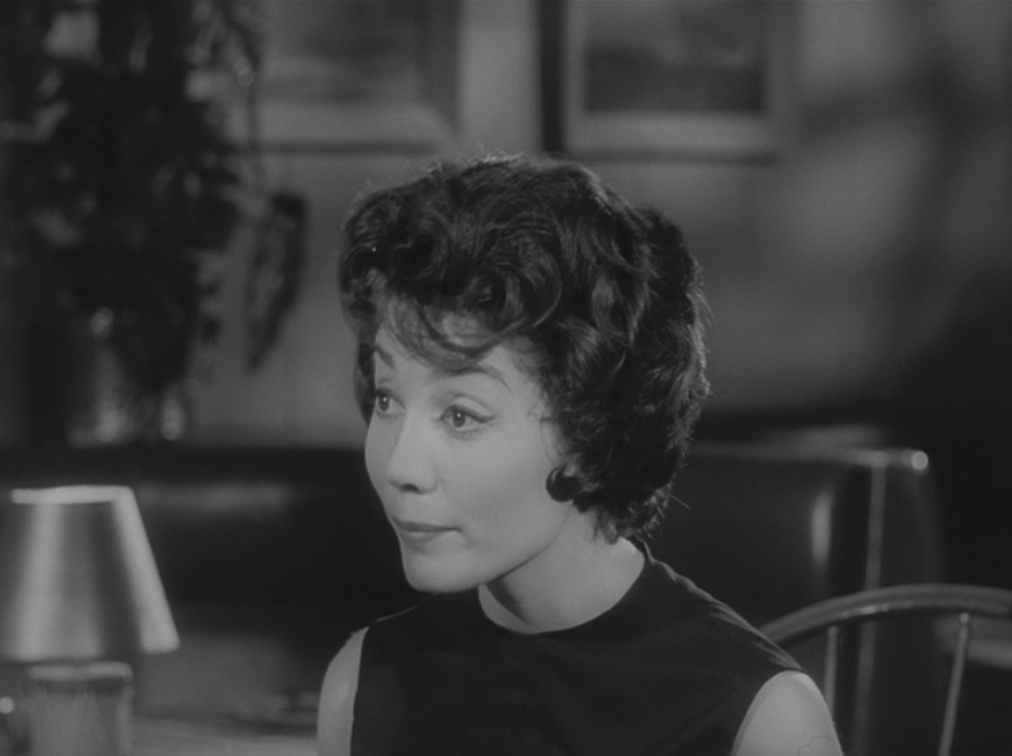
Jackie Joseph
(Audrey Fulquard)

- Lynn Storey: Sra. Hortensi Feuchtwanger
- Wally Campo: Inspector Joe Fink / Narrador
- Jack Warford: Inspector Frank Stoolie
- Meri Welles: Leonora Clyde
- John Herman Shaner: Dr. Phoebus Farb
- Jack Nicholson: Wilbur Force
- Dodie Drake: Serventa

## Al voltant de la pel·lícula
- La pel·lícula va ser rodada en només dos dies (28 i 29 desembre de 1959) amb un pressupost de 27.000 dòlars estatunidencs.